# Pagophagie
La pagophagie (du grec pagos glaçon, givre, et de phagein manger) est une compulsion qui se manifeste par un besoin irrésistible de mâcher ou d'ingérer des glaçons, du givre, ou des produits encore surgelés. C'est une forme de pica, qui peut être déclenchée par une anémie (et donc plus courante chez les femmes concernées par les pertes de fer liées aux règles et hémorragies post-accouchement) et qui peut aussi causer ou aggraver une anémie avec carence en fer dans les cas sévères.
Il est préférable de laisser un glaçon fondre dans la bouche plutôt que de le croquer (risque de lésion dentaire). La pagophagie est un comportement généralement réversible après une supplémentation en fer et/ou des approches psychologiques ou neuropsychiatriques.

## Histoire

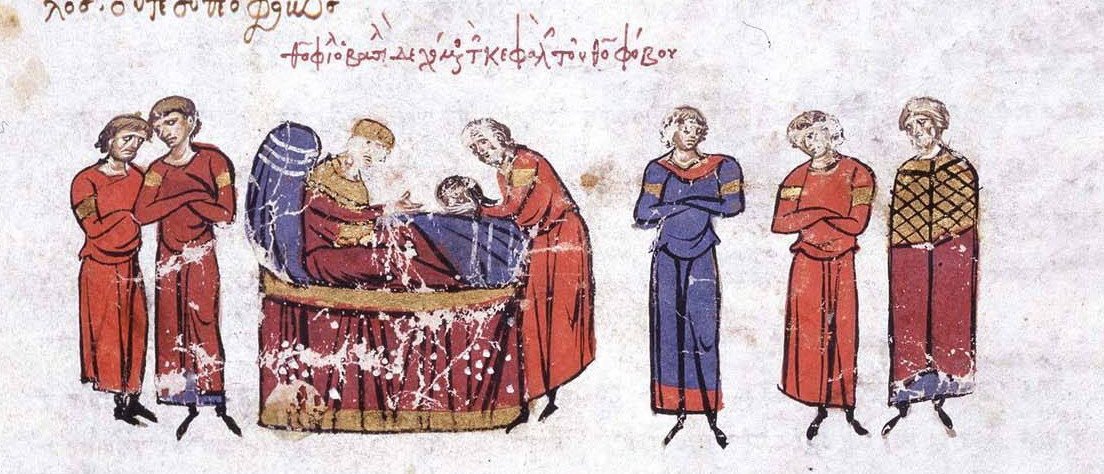
Sur son lit de mort, l'empereur Théophile se fait apporter la tête de son ennemi Théophobos, miniature du XIIIe siècle.

On trouve des mentions anecdotiques du danger d'une consommation excessive d'eau froide ou glacée dans la littérature médicale de l'Antiquité (Aristote, Hippocrate…). À partir du XVIe siècle, les récits se font plus fréquents et plus précis. Le sujet fait l'objet de discussions avec illustrations de cas indiquant les effets néfastes de l'eau ou du vin glacés, selon la quantité ou les circonstances, le plus souvent dans le contexte d'un désordre alimentaire.
Le cas des grands personnages peut faire l'objet de témoignages plus détaillés ou retenir l'attention des chroniqueurs.
Le premier cas notable serait celui de l'empereur byzantin Théophile qui régna de 829 à 842 ap. J.C. Dans le contexte d'une défaite militaire avec perte de territoires et de sa ville natale Amorium, Théophile est atteint de dysenterie et meurt en se nourrissant de neige pour soulager ses douleurs abdominales. En 2015, le cas de Théophile a été proposé comme le premier cas de pagophagie, dans un contexte dépressif et à visée analgésique.
Les sources diffèrent sur le créateur du terme « pagophagie ». Les unes citent l'étude de Coltman, car elle est parue dans le Jama en 1969, mais d'autres donnent la priorité à celle de Reynolds en 1968. L'étude de Reynolds concerne 23 cas dans des familles du personnel de l'U.S. Air Force. Ces cas de pagophagie étaient associés à une anémie ferriprive liée à des pertes sanguines. 22 cas ont été guéris par supplémentation en fer .
Les études de Reynolds et de Coltman, qui font de la pagophagie une forme de pica, n'ont pas été immédiatement acceptées. Des critiques font remarquer que sucer de la glace n'est pas en soi pathologique (ce serait aussi un moyen utile de contrôler son poids ou d'arrêter de fumer). La pagophagie est un comportement socialement plus acceptable que manger de la terre (géophagie) dans les sociétés industrielles mais, comme la géophagie il peut aboutir à un déficit en fer et en d'autres nutriments ( la géophagie peut aussi être induite par un manque de fer, et « la thérapie par le fer guérit généralement le comportement pica »).

## Définitions

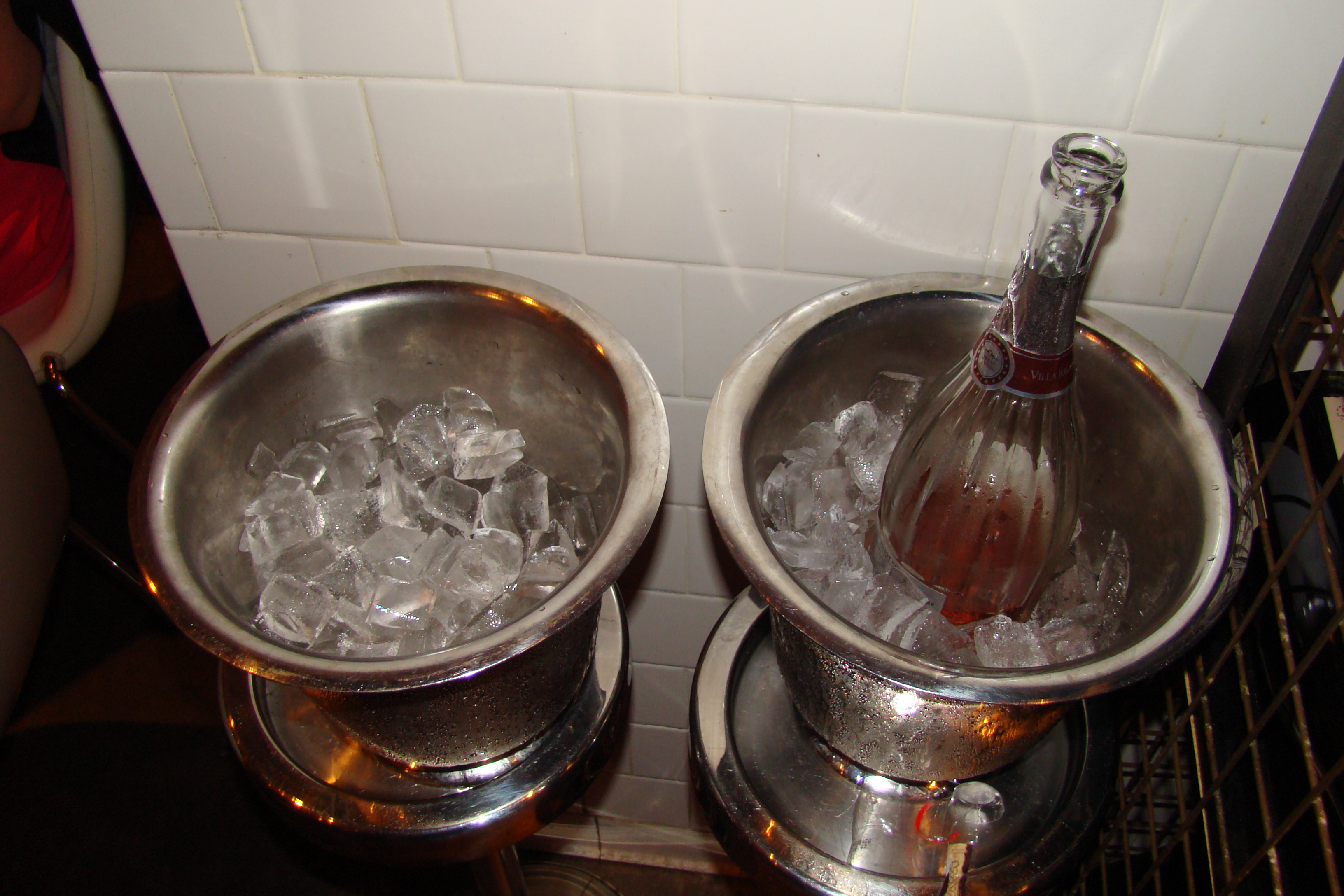
Le pagophage ne choisit pas la bouteille.

La consommation de glaçons peut être une réaction normale à la soif, après l'exercice physique, ou en période de chaleur.
C'est aussi un moyen utilisé par le patient pour se soulager de troubles de la bouche, comme la bouche sèche (xérostomie), une inflammation de la langue (glossite), etc. quoiqu'il ne soit pas recommandé de croquer des glaçons (risque de lésion dentaire) et qu'il vaut mieux les laisser fondre dans la bouche. Toutefois, dans la grande majorité des cas, les patients ne se plaignent pas de la bouche, aussi la recherche d'un effet antalgique n'est pas une cause majeure de pagophagie.
La pagophagie se définit donc au mieux comme un pica basé sur une compulsion ; un besoin irrésistible, répété ou prolongé, de glace ou produits glacés, plutôt que par rapport absolu à une quantité consommée.

## Prévalence
Dans les sociétés modernes, où l'accès à différents types de glace (glaçons en cube ou glace pilée, givre, boissons en dégel...) a été facilité à la maison, au travail, ou en restauration, il est souvent difficile d'évaluer cette consommation, et de fixer une limite précise pour définir la pagophagie. Les premiers auteurs ont proposé  480 g à 2640 g de glaçons par jour, ou encore de 710 g par jour pendant au moins deux mois comme seuil (à nuancer en fonction du poids et de l'âge de la personne). Des cas équivalent à dix litres d'eau par jour sont cités. En outre, certaines consommation excessives de produit encore surgelés, comme les esquimaux peuvent être rapprochées de la pagophagie.
Selon Roussin et al. (2021), « En accord avec la littérature, le pica semble plus fréquent chez les femmes jeunes d’autant plus que la carence martiale est plus profonde, quelle que soit l’étiologie de l’anémie. La pagophagie est le plus fréquent des picas, comme dans de nombreuses autres régions du monde où elle tend à supplanter la géophagie ».

## Physiopathologie
Le mécanisme de toutes les formes de pica, y compris la pagophagie, reste mal connu. La consommation excessive de glace est fréquemment associée avec une déficience en fer, ou encore de calcium.

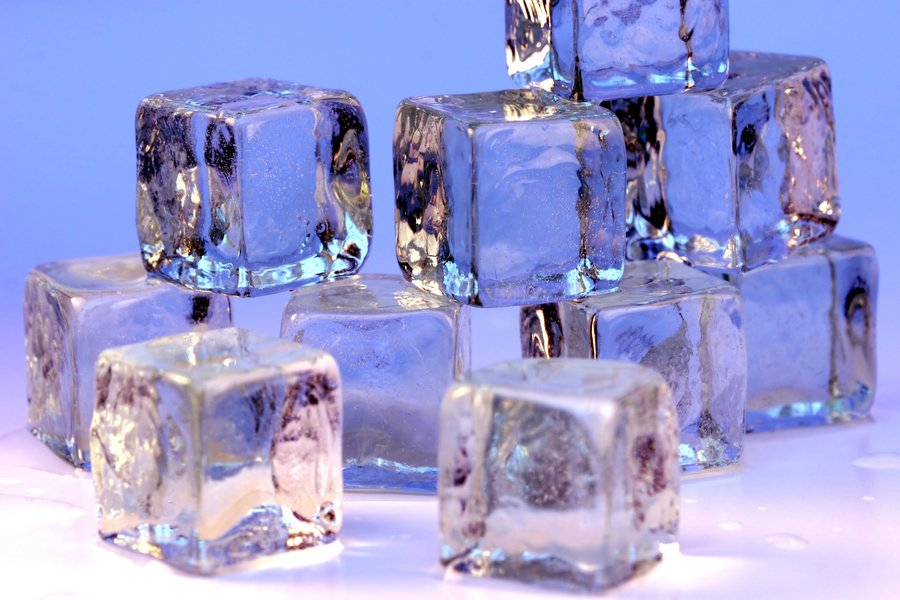
Cubes de glace : drogue ou agent dopant ?

Selon une hypothèse carentielle, le pica serait un besoin spontané de l'organisme pour corriger des déficits en fer, calcium, zinc et autres oligo-éléments. Cette théorie n'explique pas la pagophagie, la glace ne contenant pas de fer et pas plus d'éléments que l'eau potable.
De nouvelles hypothèses sont apparues. Les sujets anémiques par carence en fer souffrent d'un manque d'oxygène au niveau cérébral. Le fait d'avoir du glacé dans la bouche entraine une vasoconstriction des vaisseaux périphériques, ce qui pourrait accroitre la perfusion centrale du cerveau, améliorer la vigilance et la concentration. Cette théorie s'appuie aussi sur des expériences montrant que mâcher de la glace améliore le temps de réponse lors de tests neuropsychologiques chez les sujets anémiques et carencés, mais pas dans le groupe de contrôle des sujets en bonne santé.
Dans ce cadre, la pagophagie serait une réponse comportementale, un moyen de s'adapter en réponse au stress, ce qui pourrait expliquer sa survenue possible au cours d'états dépressifs. D'autres rapprochent la pagophagie et le pica des états d'addiction ou encore du trouble obsessionnel compulsif (TOC).

## Clinique

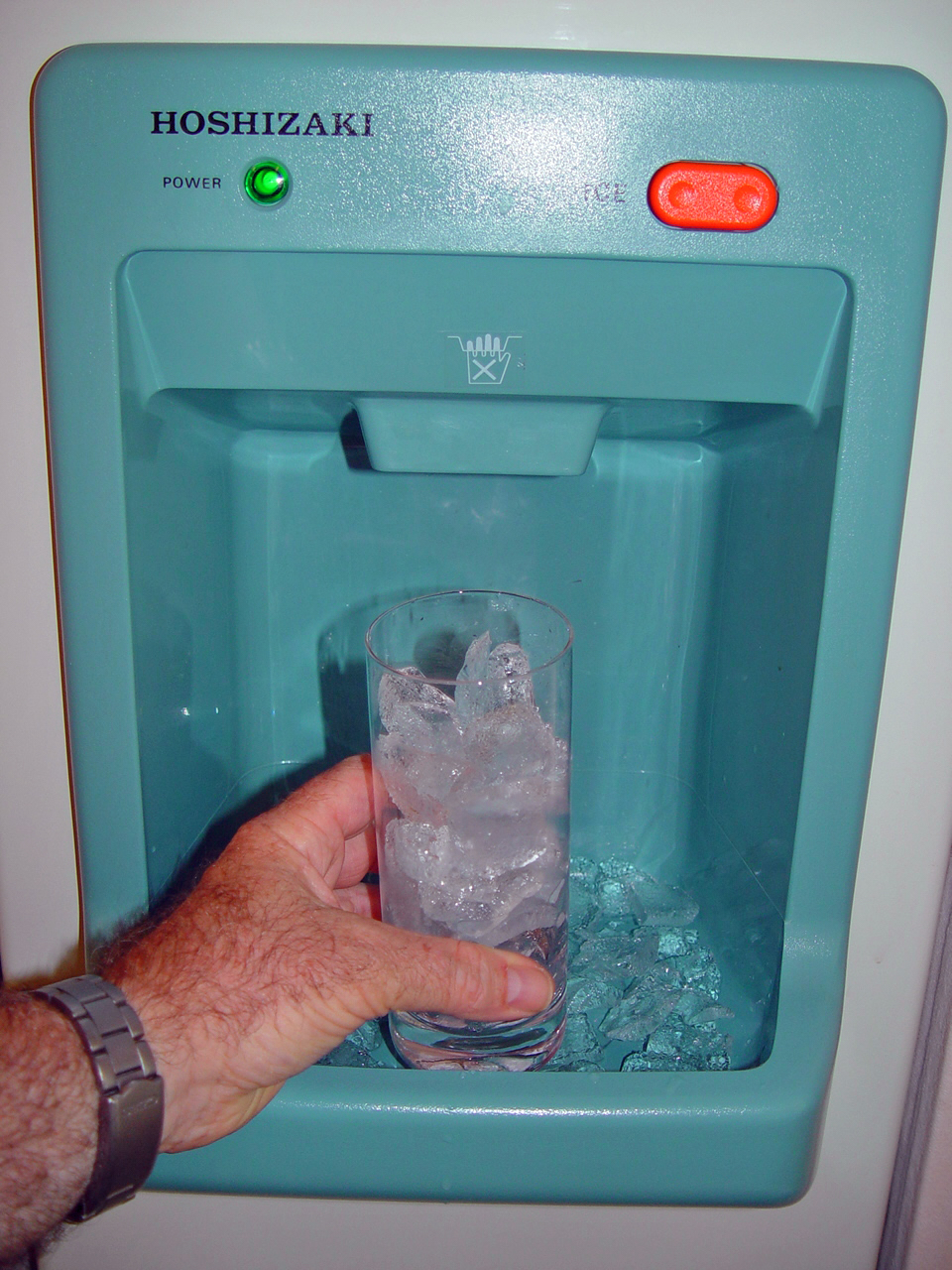
Tentation en chambre d'hôtel : la machine à glaçons.

Il n'existe pas de test diagnostique, clinique ou biologique, pour la pagophagie, et celle-ci est souvent méconnue. La plupart des patients ne mentionnent pas spontanément leur besoin irrésistible de glace. Soit parce qu'ils n'osent pas, soit parce qu'ils considèrent leur comportement comme normal, ne posant pas de problèmes de santé. Si le sujet ne s'en plaint pas lui-même, c'est au médecin d'y penser dans des situations à risques.
La pagophagie a été identifiée le plus souvent chez les femmes enceintes et allaitantes, puis viennent les situations hémorragiques (période des règles, donneurs de sang, saignements traumatiques ou pathologiques...) et toutes celles avec déficit en fer (par maladie digestive par exemple).
Plus rarement, des pathologies neuropsychiatriques sont en cause : trouble du spectre de l'autisme, démence, retard mental, psychose... Dans ces contextes, la pagophagie peut se présenter seule ou en combinaison avec d'autres compulsions alimentaires, et elle peut être interprétée comme un comportement auto-agressif.

## Traitement
Toute pagophagie confirmée doit faire l'objet d'un bilan sanguin à la recherche d'une anémie ferriprive (carence en fer).
Dans la plupart des cas, la supplémentation en fer permet de corriger les troubles, rapidement. Sans ce traitement substitutif, l'évolution peut conduire à des troubles sévères. 
Par ailleurs, ou dans d'autres cas, les traitements sont adaptés en fonction du contexte psychologique ou psychiatrique.